# أندرويد مارش مالو
أندرويد 6.0 "حلوى الخطمي" (بالإنجليزية: Android 6.0 Marshmallow)‏ هو إصدار من نظام تشغيل الهواتف المحمولة أندرويد، تم الإعلان عنه في مايو 2015، وتم طرحه رسميا في أكتوبر 2015 لأجهزة نيكسوس من جوجل وتم طرحه سامسونج s6 وs6 edge النسخ العالمية في 2016/2/19 وبعدها باقي الأجهزة.
ركز هذا الإصدار وبشكل كبير على تحسين الأداء وإصلاح الأخطاء التي كانت موجودة في الإصدارات السابقة.

## مميزاته
- إمكانية التحكم في الأذونات أو الصلاحيات التي تطلبها التطبيقات عند التثبيت.
- تحسين تقنية WebView لتصفح الويب بشكل أفضل.
- ميزة App Links للدخول إلى الروابط داخل التطبيقات.
- دعم إمكانية قراءة البصمات.
- تقنية Doze لتحسين استهلاك الطاقة في البطارية.
- الدفع المباشر عبر الهاتف باستخدام تقنية إن إف سي.